# مالين بيرنهام
مالين بيرنهام (بالإنجليزية: Malin Burnham)‏ هو شخصية أعمال أمريكي، ولد في 12 نوفمبر 1927.